# Neato arid
Neato arid är en spindelart som beskrevs av Norman I. Platnick 2002. Neato arid ingår i släktet Neato och familjen Gallieniellidae.
Artens utbredningsområde är Western Australia. Inga underarter finns listade i Catalogue of Life.